# 萨巴尔泰斯县
萨巴尔泰斯县（法語：canton du Sabarthès）是法国阿列日省的一个县（省级选区），中央投票站位于阿列日河畔塔拉斯孔。该县涵盖32个市镇。